# Associação de Basquete do Vale do Itajaí
A Associação de Basquete do Vale do Itajaí, também conhecida por ABAVI, é uma equipe de basquetebol da cidade de Balneário Camboriú, Santa Catarina que disputa o Campeonato Catarinense de Basquete, competição organizada pela FCB.

## Arena
A equipe manda seus jogos no Ginásio Barra Multieventos com capacidade para 1.600 espectadores.

## Desempenho por temporadas
| Temporada | Nível | Estadual    | Pos. | Pós Temporada | TR   | PL | Nacional | Nacional |
| --------- | ----- | ----------- | ---- | ------------- | ---- | -- | -------- | -------- |
| 2012      | 1     | Catarinense | 5º   | Primeira Fase | 1-5  | -  | -        | -        |
| 2013      | 1     | Catarinense | 5º   | Primeira Fase | 0-8  | -  | -        | -        |
| 2014      | 1     | Catarinense | 10º  | Primeira Fase | 0-8  | -  | -        | -        |
| 2015      | 1     | Catarinense | 11º  | Primeira Fase | 0-8  | -  | –        | –        |
| 2016      | 1     | Catarinense | 10º  | Primeira Fase | 0-10 | -  | –        | –        |
| 2017      | 1     | Catarinense | 4º   |               | 1-5  | -  | -        | -        |